# Tomicobia paratomicobia
Tomicobia paratomicobia is een vliesvleugelig insect uit de familie Pteromalidae. De wetenschappelijke naam is voor het eerst geldig gepubliceerd in 1968 door Hagen & Caltagirone.